# Generali Ladies Linz 2015
Il Generali Ladies Linz 2015 è stato un torneo di tennis giocato sul cemento indoor. È stata la 29ª edizione del Generali Ladies Linz, che fa parte della categoria WTA International nell'ambito del WTA Tour 2015. Si è giocato a Linz, in Austria, dal 12 al 18 ottobre 2015.

## Partecipanti

### Teste di serie
| Nazionalità | Giocatore                 | Ranking* | Testa di serie |
| ----------- | ------------------------- | -------- | -------------- |
| Rep. Ceca   | Lucie Šafářová            | 6        | 1              |
| Danimarca   | Caroline Wozniacki        | 11       | 2              |
| Italia      | Roberta Vinci             | 16       | 3              |
| Germania    | Andrea Petković           | 21       | 4              |
| Slovacchia  | Anna Karolína Schmiedlová | 27       | 5              |
| Italia      | Camila Giorgi             | 31       | 6              |
| Russia      | Anastasija Pavljučenkova  | 32       | 7              |
| Rep. Ceca   | Barbora Strýcová          | 34       | 8              |

* Ranking al 5 ottobre 2015.

### Altre partecipanti
Le seguenti giocatrici hanno ricevuto una Wild card per il tabellone principale:
- Andrea Petković
- Tamina Paszek
- Barbara Haas
- Lucie Šafářová

Le seguenti giocatrici sono passate dalle qualificazioni:

- Aleksandra Krunić
- Stefanie Vögele
- Kiki Bertens
- Klára Koukalová

La seguente giocatrice è entrata in tabellone come lucky loser:
- Johanna Konta

## Campionesse

### Singolare
Anastasija Pavljučenkova ha sconfitto in finale  Anna-Lena Friedsam per 6-4, 6-3.
- È l'ottavo titolo in carriera per la Pavljučenkova, il primo della stagione.

### Doppio
Raquel Kops-Jones /  Abigail Spears hanno sconfitto in finale  Andrea Hlaváčková /  Lucie Hradecká per 6-3, 7-5.